# Fedre (filòsof)
Fedre (grec antic: Φαῖδρος, llatí: Phaedrus) va ser un filòsof epicuri amic de Ciceró, a qui va conèixer a Roma.
Es van retrobar durant l'estada de Ciceró a Atenes cap a l'any 80 aC, quan Fedre ja era gran i presidia l'escola epicúria, càrrec que va ocupar aproximadament fins al 70 aC en què el va succeir Patró. Ciceró elogia especialment els seus costums agradables. Fedre tenia un fill de nom Lisíades.
Va escriure dos tractats, segons Ciceró:
- Φαίδρου περισσω̂ν
- Ελλάδος

Ciceró va treure de la segona d'aquestes obres molt de material pel tractat De natura deorum, on aprofita l'explicació sobre l'epicureisme que fa Fedre, i a més, el relat que posa en boca de Gai Vel·lei, erudit de les doctrines dels filòsofs epicuris anteriors, és pràcticament una traducció del llibre de Fedre.